# Kněževes (ort i Tjeckien, Vysočina)
Kněževes är en ort i Tjeckien.   Den ligger i regionen Vysočina, i den centrala delen av landet, 130 km sydost om huvudstaden Prag. Kněževes ligger 546 meter över havet och antalet invånare är 164.
Terrängen runt Kněževes är platt. Runt Kněževes är det ganska glesbefolkat, med 31 invånare per kvadratkilometer. Närmaste större samhälle är Žďár nad Sázavou, 12,2 km norr om Kněževes. I omgivningarna runt Kněževes växer i huvudsak blandskog.